# Lịch sử Mãn Châu

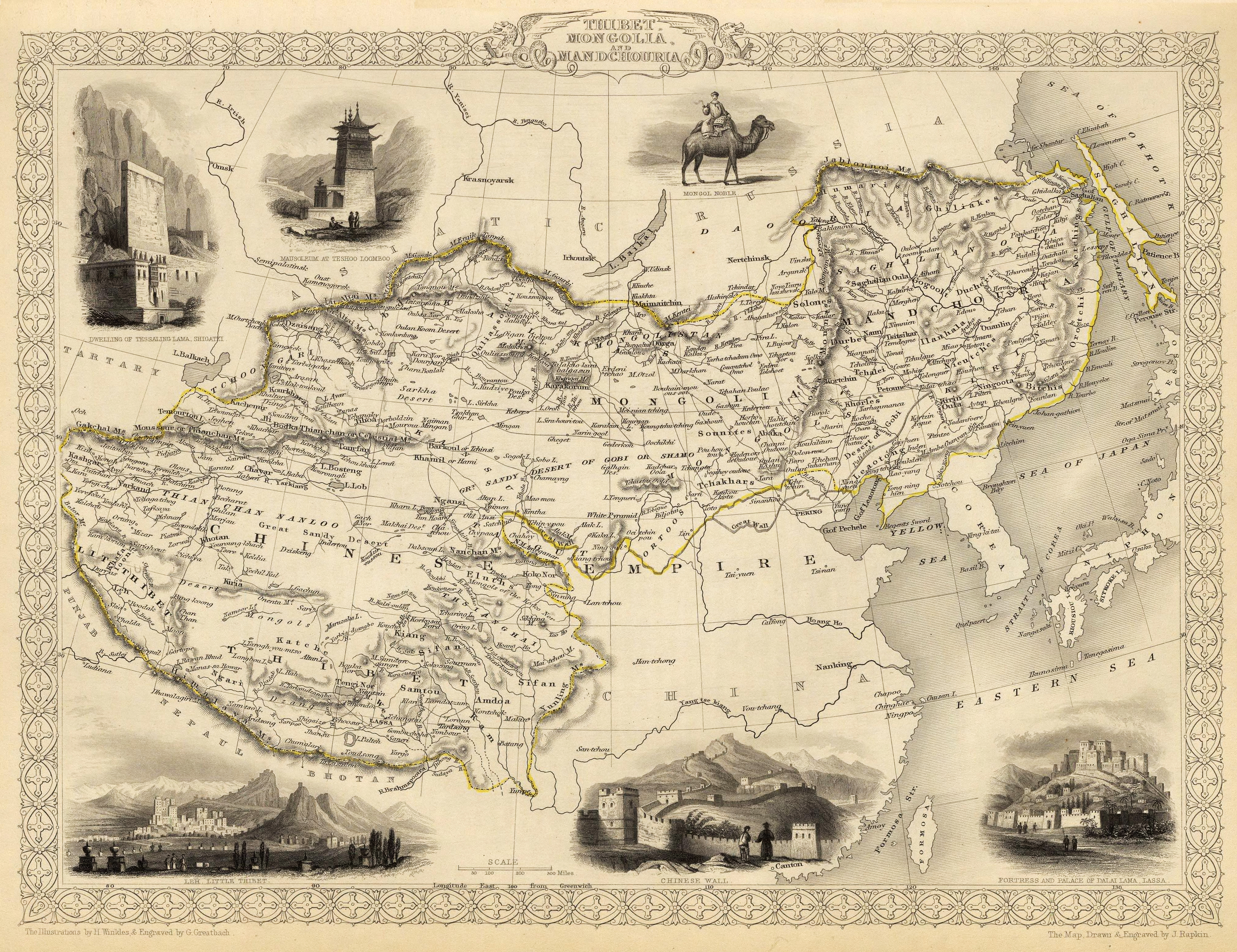
1851 map of Tây Tạng, Mông Cổ and Manchuria. Manchuria is delimited by the Yablonoi range in the north, the Greater Khingan in the west, and the Pacific coast in the east. In the south it is delimited from the Korean peninsula by the Yalu River.

Mãn Châu là một khu vực ở Đông Á. Tùy thuộc vào quan điểm của các bên mà Mãn Châu được xem là vùng đất nằm hoàn toàn trong lãnh thổ Trung Quốc ngày nay hay là một vùng đất rộng lớn hơn, bao trùm phía Đông Bắc Trung Quốc và vùng Viễn Đông nước Nga. Để phân biệt hai vùng, vùng Mãn Châu thuộc Nga được gọi là Ngoại Mãn Châu và vùng thuộc Trung Quốc gọi là Nội Mãn Châu.
Tên vùng đất này là đặt theo tên người Mãn Châu, tên tộc Mãn Châu được đổi từ tên Nữ Chân năm 1636. Họ là một các dân tộc Tungus, bắt đầu hùng mạnh lên vào thế kỷ 17 và sau đó thành lập nên nhà Thanh ở Trung Quốc.
Nằm trong khu vực có những ảnh hưởng đan xen của người Trung Quốc, người Nhật, người Nga, vùng đất Mãn Châu có tầm quan trọng chiến lược trong suốt thế kỷ 19, 20.
Đế chế Nga đã thiết lập chế độ cai trị ở phía Bắc Mãn Châu năm 1860 với Hiệu ước Bắc Kinh. Tranh cãi về Mãn Châu và Triều Tiên đã dẫn đến chiến tranh Nga- Nhật từ năm 1904 đến 1905. Người Nhật xâm chiếm Mãn Châu năm 1931, lập nên chính quyền bù nhìn tên là Mãn Châu Quốc. Liên Xô xâm chiếm Mãn Châu năm 1945 làm sụp đổ chính quyền cai trị Nhật Bản tại đây. Mãn Châu cũng là địa bàn hoạt động của quân Giải phóng Nhân dân Trung Quốc trong suốt cuộc Nội chiến Trung Quốc, với kết quả là sự ra đời của nước Cộng hòa Nhân dân Trung Hoa. Vào thời kỳ chiến tranh Triều Tiên, các lực lượng Trung Quốc đã sử dụng Mãn Châu như một vùng đệm để trợ giúp Bắc Triều Tiên. Suốt thời chiến tranh lạnh, việc tranh chấp Mãn Châu là một trong những nguyên nhân gây nên sự chia rẽ Nga-Trung, vấn đề đã leo thang thành xung đột biên giới Nga- Trung năm 1969. Tranh chấp biên giới Nga-Trung chỉ được giải quyết qua con đường ngoại giao gần đây, năm 2004.
| Lịch sử Mãn Châu                                                                         | Lịch sử Mãn Châu |
| ---------------------------------------------------------------------------------------- | ---------------- |
| Thời kỳ sơ khaiQuận Liêu Đông • Quận Liêu Tây Cổ Triều Tiên • Hán tứ quận • Phù Dư       |                  |
| Cao Câu Ly 37–668 An Đông đô hộ phủ 668–761 Bột Hải 698–926                              |                  |
| Nhà Liêu 916–1125 Nhà Kim 1115–1211                                                      |                  |
| Đế quốc Mông Cổ 1211–1368 ∟ Nhà Nguyên 1271–1368 Bắc Nguyên 1368–1387                    |                  |
| Nhà Minh 1388–1616 Nhà Hậu Kim 1616–1636                                                 |                  |
| Đông Bắc Trung Quốc Nhà Thanh 1636–1912                                                  |                  |
| Trung Hoa Dân Quốc 1912–32, 1946–49 Mãn Châu quốc 1932–1945 Liên Xô chiếm đóng 1945–1946 |                  |
| Cộng hòa Nhân dân Trung Hoa 1949–nay                                                     |                  |
| Xem thêm Người Mãn Châu • Ngoại Mãn Châu                                                 |                  |
| x t s                                                                                    |                  |

## Tiền sử
Các di chỉ thời kỳ đồ đá mới đã cho thấy ở Mãn Châu có các nền văn hóa: Hưng Long Oa, Tân Nhạc và Hồng Sơn.

## Buổi đầu lịch sử

### Cổ sử
Bản mẫu:Refimprove-section
Tại nhiều thời điểm trong cổ sử, nhà Hán, nhà Tào Ngụy, nhà Tây Tấn, nhà Đường và các vương quốc nhỏ khác đã thiết lập nền cai trị lên vùng đất Mãn Châu. Các vương quốc Triều Tiên như Cao Câu Ly, Phù Dư, nhà Triều Tiên và Bột Hải cũng cai trị nhiều phần của Mãn Châu .
Manchuria là quê hương của các dân tộc Tungus, gồm có người Ulch và người Nanai. Nhiều nhóm dân tộc đã kiểm soát vùng Mãn Châu như người Túc Thận, các bộ lạc Đông Hồ, người Tiên Ti, người Ô Hoàn, người Mạt Hạt và người Khiết Đan.